# Truplaya discalis
Truplaya discalis är en tvåvingeart som beskrevs av Loïc Matile 1978. Truplaya discalis ingår i släktet Truplaya och familjen platthornsmyggor.
Artens utbredningsområde är Malawi. Inga underarter finns listade i Catalogue of Life.